# Gare de La Conversion
La gare de La Conversion est une gare ferroviaire sur le territoire de la localité de La Conversion, appartenant à la commune suisse de Lutry, dans le canton de Vaud.

## Situation ferroviaire
Établie à 501 mètres d'altitude, la gare est située au point kilométrique 4,00 de la ligne Lausanne – Berne, entre les gares de Pully-Nord (en direction de Lausanne) et de Bossière (en direction de Berne).
Elle est dotée de deux voies bordées par deux quais. Une troisième voie en impasse, uniquement accessible depuis la gare de Puidoux, a été supprimée lors des travaux de modernisation de la section de Lausanne à Puidoux de la ligne Lausanne – Berne au cours de l'été 2018,.

## Histoire
La première gare de La Conversion a été construite en 1862. Une voie d'évitement a été allongée sur demande du département militaire en 1892. La gare actuelle a été construite entre 1949 à 1952. Une halle pour les marchandises avait également été mise en place.

## Service des voyageurs

### Accueil
Gare des CFF, elle est dotée d'un bâtiment voyageurs à proximité duquel se situe un distributeur automatique de titres de transport ainsi que d'un abri sur le quai opposé, où se situe également un distributeur de titres de transport. Un parc relais offrant 62 places de stationnement pour les automobiles est présent à proximité directe du bâtiment voyageurs.
La gare n'est pas accessible aux personnes à mobilité réduite.

### Desserte
La gare fait partie du réseau RER Vaud, assurant des liaisons rapides à fréquence élevée dans l'ensemble du canton de Vaud. Elle est desservie chaque heure par les lignes S5 et S6 qui relient toutes deux Allaman à Palézieux. Certaines relations de la ligne S6 sont prolongés plusieurs fois par jour du lundi au vendredi jusqu'à Romont tandis que la desserte des deux lignes varie suivant les tronçons,.

### Intermodalité
La gare est desservie par les TL à l'arrêt La Conversion, Gare. S'y arrêtent la ligne 68 reliant la gare de Lutry aux hauteurs de Lutry ainsi que la ligne nocturne « pyjama » N6 reliant Lausanne à Lutry et Chailly.